# Gmina Prudnik
Die Gmina Prudnik ['prudɲik] ist eine Stadt- und Landgemeinde im Powiat Prudnicki der Woiwodschaft Opole in Polen. Verwaltungssitz der Gemeinde und des Powiats ist die Prudnik (deutsch: Neustadt O.S.) mit mehr als 21.000 Einwohnern.

## Geografie
Die Gemeinde liegt in der Region Oberschlesien zwischen dem Leobschützer Lößhügelland (polnisch Płaskowyż Głubczycki) und dem Oppagebirge (Góry Opawskie). Sie grenzt im Süden an Tschechien, Opole (Oppeln) liegt etwa 50 Kilometer nördlich. Zu den Gewässern gehören der Fluss Prudnik und der Goldbach.
Prudnik liegt an den Landesstraßen DK 40 und DK 41. 

## Geschichte
Das Gemeindegebiet war 1921 (mit dem westlichen Teil des Kreis Neustadt O.S.|Kreises Neustadt O.S.) nicht von der Volksabstimmung über die staatliche Zugehörigkeit Oberschlesiens betroffen. Als Folge des Zweiten Weltkriegs kam auch dieser Teil Oberschlesiens 1045 an Polen. Die deutsche Bevölkerung wurde  weitgehend vertrieben. Die neu angesiedelten Bewohner waren zum Teil Heimatvertriebene aus Ostpolen.

## Politik

### Bürgermeister
An der Spitze der Stadtverwaltung steht der Bürgermeister. Bis 2018 war dies Franciszek Fejdych (PO), der von Grzegorz Zawiślak abgelöst wurde. Die turnusmäßige Wahl im April 2024 brachte folgendes Ergebnis:
- Grzegorz Zawiślak (Wahlkomitee „Vereinbarung der lokalen Verwaltung des Powiat Prudnicki“) 32,4 % der Stimmen
- Katarzyna Czochara (Prawo i Sprawiedliwość) 26,9 % der Stimmen
- Leszek Czereba (Wahlkomitee „PO, PL2050, Lewica für den Powiat Prudnicki“) 24,4 % der Stimmen
- Stanisław Mięczakowski (Wahlkomitee „Ja! zu Prudnicki-Land“) 16,3 % der Stimmen

In der damit notwendigen Stichwahl setzte sich Amtsinhaber Zawiślak mit 63,3 % der Stimmen gegen die PiS-Kandidatin Czochara durch und wurde für eine zweite Amtszeit gewählt.
Die turnusmäßige Wahl im Oktober 2018 brachte folgendes Ergebnis:
- Grzegorz Zawiślak (Wahlkomitee Prudnik) 37,3 % der Stimmen
- Franciszek Fejdych (Koalicja Obywatelska) 30,2 % der Stimmen
- Teresa Barańska (Prawo i Sprawiedliwość) 24,6 % der Stimmen
- Witold Rygorowicz (Sojusz Lewicy Demokratycznej / Lewica Razem) 7,9 % der Stimmen

In der damit notwendigen Stichwahl setzte sich Zawiślak mit 64,2 % der Stimmen gegen den bisherigen Amtsinhaber Fejdych durch und wurde neuer Bürgermeister.

### Stadtrat
Der Stadtrat besteht aus 21 Mitgliedern und wird von der Bevölkerung gewählt. Die Stadtratswahl 2024 führte zu folgendem Ergebnis:
- Wahlkomitee „PO, PL2050, Lewica für den Powiat Prudnicki“ 29,9 % der Stimmen, 8 Sitze
- Prawo i Sprawiedliwość (PiS) 29,4 % der Stimmen, 5 Sitze
- Wahlkomitee „Vereinbarung der lokalen Verwaltung des Powiat Prudnicki“ 22,1 % der Stimmen, 4 Sitze
- Wahlkomitee „Ja! zu Prudnicki-Land“ 18,6 % der Stimmen, 4 Sitze

Die Stadtratswahl 2018 führte zu folgendem Ergebnis:
- Prawo i Sprawiedliwość (PiS) 34,0 % der Stimmen, 9 Sitze
- Koalicja Obywatelska (KO) 26,6 % der Stimmen, 6 Sitze
- Wahlkomitee Prudnik 17,8 % der Stimmen, 4 Sitze
- Wahlkomitee „Unsere Region“ 16,2 % der Stimmen, 2 Sitze
- Sojusz Lewicy Demokratycznej (SLD) / Lewica Razem (Razem) 5,4 % der Stimmen, kein Sitz

### Partnerschaften
- Northeim, Deutschland seit 1990
- Bohumín, Tschechien seit 2000
- Nadwirna, Ukraine seit 2000
- Krnov, Tschechien seit 2002
- San Giustino, Italien seit 2002.

## Gemeinde
Die Stadt- und Landgemeinde Prudnik zählt auf einer Fläche von 122,13 km² etwa 27.500 Einwohner und gliedert sich neben dem namensgebenden Hauptort in folgende Schulzenämter:
- Chocim (Kotzem; 1936–1945 Linden)
- Czyżowice (Zeiselwitz)
- Dębowiec (Eichhäusel)
- Gajówka (Försterei)
- Łąka Prudnicka (Gräflich Wiese)
- Mieszkowice (Dittmannsdorf)
- Moszczanka (Langenbrück)
- Moszczanka-Kolonia (Kolonie Langenbrück)
- Niemysłowice (Buchelsdorf)
- Osiedle
- Piorunkowice (Schweinsdorf)
- Rudziczka (Riegersdorf)
- Siemków (Böhmischdorf)
- Szybowice (Schnellewalde)
- Trzebieszów (Sichdichfür)
- Wierzbiec (Wackenau)
- Wieszczyna (Neudeck)
- Włóczno (Achthuben)
- Zimne Kąty (Kaltfuhr)